# 長岡カントリー倶楽部
長岡カントリー倶楽部（ながおかカントリーくらぶ）は、新潟県長岡市深沢町にあるゴルフ場である。

## 概要
長岡には、1964年（昭和39年）には一つも無かった、ゴルファーは巻町の「新潟ゴルフ倶楽部」（1958年（昭和33年）開場、設計・丸毛信勝）、塩沢町石打の「石打後楽園カントリークラブ」まで時間をかけて行くしかなかった。1955年（昭和30年）1月、新年会の席上「ゴルフ場を造ろう。われに計画ありGOだ」と言い出したのが長岡市長・上村清五郎だった、観光行政上もゴルフ場は絶対必要だといった。その市長に同調したのが株式会社北越銀行頭取・川上十郎と株式会社大光相互銀行（現・株式会社大光銀行）社長・駒形十吉である。
しかし「長岡はまだ田舎町、ゴルフ場は早い」「いや長岡の発展には必要」など賛否が分かれた。その中で、1964年（昭和39年）7月14日、新たなゴルフ場の建設に向けて経営母体「株式会社中越カントリー倶楽部」を設立、社長に駒形十吉が就任し、発起人には中越や下越から78人を集めた。
ゴルフ場の建設用地は、長岡の西方の深沢の丘陵地35万坪を確保した。コース設計は、関東の井上誠一と並ぶ関西の上田治に依頼した。丸運建設株式会社専務・前田実が上田家を訪れ頼み込んだ、上田は「まことに恵まれた地勢、まれに接するコースのひとつ、私たちにとっても代表的な作品にしたい」と語った。
1965年（昭和40年）5月、丸運建設によってコースの造成工事が着工された。1966年（昭和41年）3月14日、「長岡カントリ倶楽部」を設立し、理事長に川上十郎が就任した。同年8月17日、東・西コースの18ホール、6,945ヤード、パー72規模のゴルフ場が完成し、開場された。1955年（昭和50年）8月7日、増設の南コース9ホールの設計を和泉一介に依頼していたコースが完成し、合計27ホールのゴルフ場が完成した。

## 所在地
〒940-2135 新潟県長岡市深沢町2564番地

## コース情報
- 開場日 - 1966年8月17日
- 設計者 - 上田 治、和泉 一介
- 面積 - 1,490,000m2（約45万坪）
- コースタイプ - 林間コース
- コース - 27ホールズ、パー108、10,147ヤード、コースレート、東・西72.7、西・南72.1、南・東71.5
- フェアウェー - コウライ
- ラフ - ノシバ
- グリーン - 1グリーン、ベント
- ラウンドスタイル - キャディ付とセルフ選択制、歩きか乗用カートのラウンド、1組4人が原則、状況によりツーサム
- 練習場 - 15打席275ヤード
- 休場日 - 無休（12月中旬 - 3月下旬冬期間クローズ）[2][3]

## クラブ情報
- ハウス面積 - 1,656m2（500.9坪）
- ハウス設計 - 清水建設 株式会社
- ハウス施工 - 清水建設 株式会社[2][3]

## ギャラリー
- コース - 「長岡カントリー倶楽部」、コース、2021年4月13日閲覧
- ハウス - 「長岡カントリー倶楽部」、施設案内、2021年4月13日閲覧

## 交通アクセス
- 鉄道 - JR上越新幹線 - 長岡駅より タクシー利用約25分
- 車 - 関越自動車道 - 長岡ICより 約6km[4]

## メジャー選手権
- 1996年（平成8年） - 第29回 日本女子プロゴルフ選手権大会 コニカミノルタ杯[5]

## 関連文献
- 『ゴルフ場ガイド 東版』、2006-2007、「長岡カントリー倶楽部」、東京 ゴルフダイジェスト社、2006年5月、2021年4月13日閲覧
- 『美しい日本のゴルフコース BEAUTIFUL GOLF CULTURE IN JAPAN 日本のゴルフ110年記念 ゴルフは日本の新しい伝統文化である』、ゴルフダイジェスト社「美しい日本のゴルフコース」編纂委員会編、「予定地を検分し「恵まれた地勢、代表的な作品にしたい」と設計者・上田治は語った」、東京 ゴルフダイジェスト社、2013年12月、2021年4月13日閲覧